# أوبن أوفيس.أورج
أوبن أوفيس.أورج أو أوبن أوفيس (بالإنجليزية: OpenOffice.org)‏ أو اختصارًا OO.o، ويسمى عربيًا المكتب المفتوح هي باقة تطبيقات مكتبية حرّة ومتعددة المنصات، متاحة لعدد من أنظمة تشغيل الحاسوب، تدعم معيار المنظمة الدولية للمعايير أوبن ديكيومنت لتبادل البيانات، بالإضافة إلى نُسق مايكروسوفت أوفيس 97-2003، ومايكروسوفت أوفيس 2007 (قابلية «فتح» المستندات في الإصدار 3.)، بالتزامن مع أنساق أخرى. يتوفر أوبن أوفيس.أورج حاليا بأكثر من 110 لغة.
أوبن أوفيس.أورج أشتق أصلا من ستار أوفيس، باقة سطح المكتب المطورة بواسطة ستار ديفيشن ثم كسبتها صن مايكروسيستمز في أغسطس 1999. الشيفرة المصدرية للباقة أصدرت في يوليو 2000 بهدف تقليل حصة هيمنة مايكروسوفت أوفيس على السوق بجعله مجاني، ومفتوحا، وبديل عالي الجودة؛ الإصدارات الأخيرة من ستار أوفيس مبنية على أوبن أوفيس.أورج بالإضافة إلى مكونات مملوكة أخرى.
يعرف المشروع بشكل غير رسمي باسمأوبن أوفيس، لكن هذه علامة مسجلة لطرف آخر وهي شركة في هولندا أنشئها ووتر هانغراف وتستعمل أيضا من طرف شركة أورانج المملكة المتحدة، تطلب المشروع اعتماد أوبن أوفيس.أورج كاسمه الرسمي والذي اشتق من عنوان الموقع الإلكتروني.
سنة 2011 قامت شركة أوراكل التي امتلكت صن مايكروسيستمز باعلان انها لن تقوم بتطوير النسخة التجارية للبرنامج. وبعدها بفترة قصيرة تبرعت بالمشروع لمؤسسة برمجيات أباتشي.
قامت مؤسسة أباتشي بتغيير اسم المشروع إلى أباتشي أوبن أوفيس. مشاريع أخرى انشقت من أوبن أوفيس.أورج هي ليبر أوفيس (الانشقاق ذو أكبر عدد من المطورين الفعالين) ونيو أوفيس (تجاري، يعمل فقط على ماك أو إس.)

## التاريخ
طور أصلا كبرمجية احتكارية تحت مسمى ستار أوفيس من طرف الشركة الألمانية ستار ديفيجن، وتم شراء الكود المصدري للبرنامج في عام 1999 من طرف صن مايكروسيستمز التي قامت في أغسطس من نفس العام بإتاحة النسخة 5.2 للبرنامج مجانا.
| النسخة        | تاريخ الإصدار          | وصف                                                         |
| ------------- | ---------------------- | ----------------------------------------------------------- |
| Build 638c    | أكتوبر، 2001           | أول إصدار                                                   |
| 1.0           | 1 مايو، 2002           |                                                             |
| 1.0.3.1       | 2 مايو، 2003           | مستحسن لـ ويندوز 95                                         |
| 1.1           | 2 سبتمبر، 2003         |                                                             |
| 1.1.1         | 30 مارس، 2004          | مجمعة مع TheOpenCD                                          |
| 1.1.2         | يونيو 2004             |                                                             |
| 1.1.3         | أكتوبر 4، 2004         |                                                             |
| 1.1.4         | ديسمبر 22، 2004        |                                                             |
| 1.1.5         | سبتمبر 14، 2005        | الإصدار الأخير للنسخة 1.x النسخة النهائية لبرنامج ويندوز 95 |
| 1.1.5secpatch | يوليو 4، 2006          | باتش الحماية (ماكرو)                                        |
| 2.0           | أكتوبر 20، 2005        | تعزيزات هامة وتغييرات جذرية                                 |
| 2.0.1         | ديسمبر 21، 2005        |                                                             |
| 2.0.2         | مارس 8، 2006           |                                                             |
| 2.0.3         | يونيو 29، 2006         |                                                             |
| 2.0.4         | أكتوبر 13، 2006        |                                                             |
| 2.1.0         | ديسمبر 12، 2006        |                                                             |
| 2.2.0         | مارس 28، 2007          | يتضمن تحديثا للحماية; تقنين جديد للخط                       |
| 2.2.1         | يونيو 12، 2007         |                                                             |
| 2.3.0         | سبتمبر 17، 2007        | تحديث للواجهة الرسومية                                      |
| 2.3.1         | ديسمبر 4، 2007         | تحديث: نسخة أكثر حماية واستقرارا                            |
| 2.4.0         | مارس 27، 2008          | اصلاح أخطاء برمجية ومميزات جديدة                            |
| 2.4.1         | يونيو 10، 2008         | اصلاح أخطاء برمجية، تعزيزات طفيفة ومميزات جديدة             |
| 2.4.2         | أكتوبر 29، 2008        | اصلاح أخطاء برمجية، تعزيزات طفيفة ومميزات جديدة             |
| 2.4.3         | سبتمبر 1، 2008         | اصلاح أخطاء برمجية، تعزيزات طفيفة ومميزات جديدة             |
| 3.0.0         | أكتوبر 13، 2008        | تعزيزات هامة وتغييرات جذرية                                 |
| 3.0.1         | يناير 27، 2009         | اصلاح أخطاء برمجية                                          |
| 3.1.0         | مايو 7، 2009           | تجديد ميزات التسطير والسحب                                  |
| 3.1.1         | أغسطس 31، 2009         | اصلاح أخطاء برمجية وتحديث للحماية                           |
| 3.2           | Schedule: ديسمبر، 2009 |                                                             |
| 3.3           | Schedule: مايو، 2010   |                                                             |

في 19 يوليو عام 2000، أعلنت شركة صن عن إتاحة الكود المصدري لستار أوفيس تحت رخصة جنو العمومية الصغرى ورخصة صن لمصدر معايير التصنيع (SISSL) بهدف بناء مجتمع مفتوح لتطوير البرنامج، عرف البرنامج باسم أوبن أوفيس.أورج وأطلق موقع الرسمي openoffice.org بداية من يوم 13 أكتوبر من العام 2000.
بدأ العمل على النسخة الثانية من البرنامج مطلع العام 2003 وقد حُدِّدَت جملة من الأهداف لهذا الجيل: تحسين التوافقية مع مايكروسوفت أوفيس، تحسين الأداء عبر زيادة سرعة الاستجابة والتقليل من حجم الذاكرة المستهلك، زيادة قدرات البرمجة، تحقيق تكامل أفضل خصوصا مع واجهة جنوم، تسهيل إيجاد واستخدام الواجهة الأمامية لقواعد البيانات لإنشاء النماذج والتقارير، توفير مزود قاعدة بيانات مدمج وتحسين استخدامه. وقد صدرت النسخة التجريبية "Beta" لهذه النسخة في 4 مارس، 2005.
في 2 سبتمبر، 2005 أعلنت صن عن إلغاء ترخيص SISSL. ونتيجة لذلك، أعلن مجتمع تطوير أوبن أوفيس.أورج أن البرنامج لم يعد يصدر تحت رخصة مزدوجة وبناء عليه فإن جميع النسخ اللاحقة ستصدر تحت رخصة جنو العمومية الصغرى فقط.
في 20 أكتوبر، 2005، صدرت النسخة 2.0 رسميا للعامة،  وبعد 8 أسابيع من الإصدار الرسمي صدر تحديث بنسخة تحمل الرقم 2.0.1 وقد تضمت تصحيح للعلل التي وجدت في الإصدار الرسمي.
بعد إصدار النسخة 2.0.3، غير مجتمع أوبن أوفيس.أورج دورة إطلاق الإصدارات التي تتضمن التحديثات والمميزات الجديدة من 18 شهرا إلى 3 أشهر. حاليا، الإصدارات التي تتضمن مميزات جديدة تصدر كل 6 أشهر وذلك بالتناوب مع الإصدارات التي تتضمن التحديثات وإصلاح الأخطاء والتي لا زالت تصدر كل 3 أشهر.
في أكتوبر 2008، تم إصدار الجيل الثالث من البرنامج -النسخة 3.0-، والذي يستطيع استيراد (وليس تصدير) ملفات Open XML بالإضافة إلى دعم صيغة الملفات ODF 1.2.
في ديسمبر 2009 صدرت النسخة 3.2 والتي تضمنت العديد من المزايا الجديدة، إضافة إلى تحسين الأداء.

## الخطط المستقبلية
هناك خطط لإصلاح واجهة الاستخدام في الإصدارات المستقبلية من أوبن أوفيس.أورج وسيتم البدء مع برنامج إمبريس بحيث يصبح شكله مشابها لبرنامج مايكروسوفت بوربوينت، مما سيسمح لأوبن أوفيس بأكبر منافسة أفضل مع مايكروسوفت وشريط ريبون.

### ستار أوفيس
تدعم شركة صن مشروع تطوير أوبن أوفيس.أورج لأجل استخدام الحزمة كقاعدة لطقمها الاحتكاري والتجاري ستار أوفيس. إصدارات ستار أوفيس بداية من النسخة 6.0 أصبحت تعتمد على كود المصدر الخاص بطقم أوبن أوفيس.أورج.